# سیارک ۳۸۶۷۴
سیارک ۳۸۶۷۴ (به انگلیسی: 38674 Tesinsko، نامگذاری:2000PT8) سی و هشت هزار و ششصد و هفتاد و چهارمین سیارک کشف شده‌است که در ۹ اوت ۲۰۰۰ کشف شد.